# ژاپن بعد از اشغال
ژاپن بعد از اشغال دوره‌ای است در تاریخ ژاپن که پس از اشغال ژاپن توسط متفقین آغاز شد و در سال ۱۹۵۲ پایان یافت. در آن زمان، ژاپن خود را به عنوان یک قدرت اقتصادی و سیاسی جهانی تثبیت کرد. قانون اساسی ژاپن در ۳ نوامبر ۱۹۴۶ به تصویب رسید و از ۳ مه ۱۹۴۷ لازم‌الاجرا شد. این قانون شامل اصل نهم قانون اساسی ژاپن بود که ژاپن را از داشتن یک نیروی نظامی و درگیری در جنگ محدود می‌کرد. با این حال، از سال ۱۹۵۴ تاکنون این کشور دارای نیروهای دفاع شخصی ژاپن (ارتش ژاپن) بوده‌است. در طول سالها، معنای از اصل ۹ تفسیرهای متفاوتی شده‌است، زیرا ایالات متحده آمریکا اکنون ژاپن را ترغیب می‌کند تا امنیت خود را کنترل کند و به استراتژی نظامی (راهبرد نظامی) آمریکا بیشتر بپیوندد. حزب لیبرال دموکرات (ژاپن) مایل است قانون اساسی و ماده ۹ را اصلاح کند.

## آغاز دوره

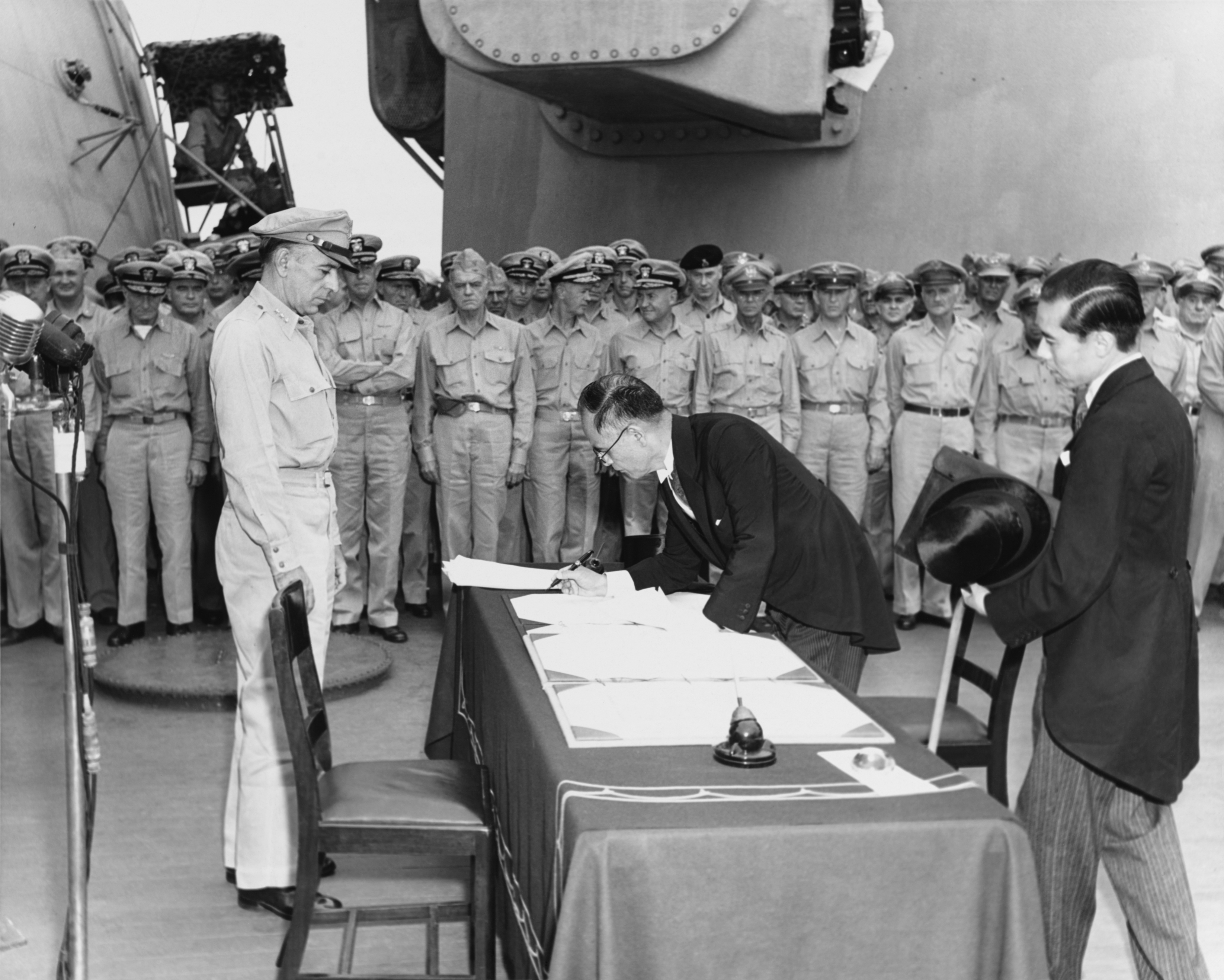
وزیر امور خارجه ژاپن مامارو شیگمیتسو بر روی ناو یواس‌اس میزوری حین امضای سند تسلیم ژاپن، ژنرال ریچارد کی. ساترلند در حال تماشای او، ۲ سپتامبر ۱۹۴۵

سه هفته از تسلیم شدن ژاپن گذشته بود و نیروهای آمریکایی آن کشور را اشغال کرده بودند، قرارداد تسلیم ژاپن طی مراسمی در کشتی میزوری به امضای نمایندگان دولت ژاپن رسید.
به گزارش مجله تاریخ فرادید، ۲۴ ساعت پس از بمباران اتمی ناکازاکی، هری ترومن رئیس‌جمهور وقت این کشور اعلام کرد اگر ژاپن تسلیم متفقین نشود بمباران اتمی دیگری صورت خواهد گرفت. این امر سبب شد ژاپن اعلام کند به شرط اینکه به موقعیت و مقام امپراتور دست نخورد حاضر است تسلیم شود.
امپراتوری ژاپن سرانجام در ۱۵ اوت سال ۱۹۴۵ تسلیم ژاپن را اعلام کرد و نیروهای ایالات متحده و متفقین خاک این کشور را اشغال کردند. با این حال سه هفته پس از این بود که ژاپن رسماً قرارداد تسلیم را امضا کرد. در این توافق که در دوم سپتامبر بر عرشه ناو جنگی میزوری انجام گرفت و بیش از ۲۰ دقیقه طول نکشید، ژنرال مک آرتور که از سوی متفقین این تسلیم نامه را امضا می‌کرد در نطقی اظهار امیدواری کرد دنیای آینده بدون جنگ و خونریزی باشد و کشورهای درگیر در جنگ جهانی دوم، غالب یا مغلوب، جنگ را پشت سر بگذارند و آن را به فراموشی بسپارند و زندگانی را از سر گیرند.
در همین مراسم اعلام شد که امپراتور ژاپن ژنرال مک آرتور را به عنوان سرفرمانده نیروهای اشغال کننده ژاپن پذیرفته‌است؛ بر پایه همین فرمان مک آرتور مسئول نظارت بر روند خلع سلاح نیروهای نظامی و انجام اصلاحات در این کشور نیز بود.